# 에이로쿠

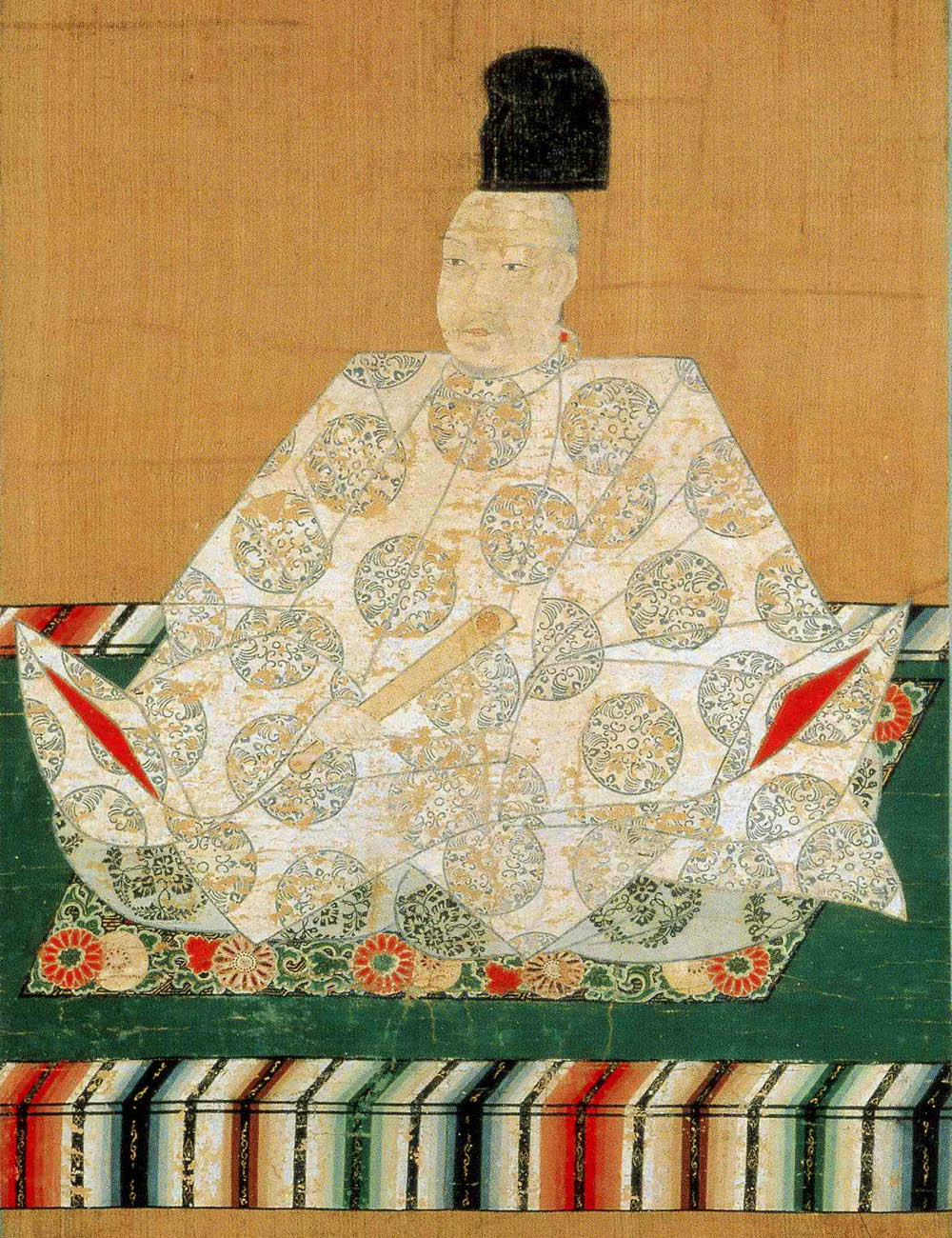

에이로쿠(永禄, えいろく)는 일본의 연호(元号) 중 하나이다.
- 전후 : 고지(弘治) 이후 - 겐키(元亀) 이전.
- 시기 : 1558년 ~ 1569년
- 천황 : 오기마치 천황
- 쇼군 : 무로마치 막부의 아시카가 요시테루, 요시히데, 요시아키

## 개원(改元)
- 고지4년 2월 28일(율리우스력 1558년 3월 18일), 오기마치 천황의 즉위에 맞춰 개원.
- 에이로쿠13년 4월 23일(율리우스력 1570년 5월 27일), 겐키로 개원된다.

## 출전
《군서치요》(群書治要)의 「保世持家、永全福禄者也」.

## 에이로쿠 시기에 일어난 일
- 3년
  - 5월 19일 (1560년 6월 12일) : 오케하자마 전투.
- 5년
  - 여름 : 모리씨의 지원으로 난조 씨・유키마쓰 씨 등 호키의 호족들이 옛 영토를 회복한다.
- 6년
  - 4월 3일 : 유토코로구치 전투에서 야마나 도요카즈가 이끄는 이나바 슈고 세력이 다케다 다카노부의 군세에게 패하다.
- 8년
  - 5월 19일 (1565년 6월 17일) : 미요시 산닌슈와 마쓰나가 히사히데에 의해 무로마치 막부의 13대 쇼군인 아시카가 요시테루가 살해되는 에이로쿠의 변이 일어났다.
- 10년
  - 8월 3일 : 다테 마사무네 태어남.

## 서력과의 대조
| 에이로쿠 | 원년   | 2년    | 3년    | 4년    | 5년    | 6년    | 7년    | 8년    | 9년    | 10년   | 11년   | 12년   | 13년   |
| -------- | ------ | ------ | ------ | ------ | ------ | ------ | ------ | ------ | ------ | ------ | ------ | ------ | ------ |
| 서력     | 1558년 | 1559년 | 1560년 | 1561년 | 1562년 | 1563년 | 1564년 | 1565년 | 1566년 | 1567년 | 1568년 | 1569년 | 1570년 |
| 간지     | 무오   | 기미   | 경신   | 신유   | 임술   | 계해   | 갑자   | 을축   | 병인   | 정묘   | 무진   | 기사   | 경오   |

## 같이 보기
- 일본의 연호 일람
- 일본은 전통적으로 갑자년에는 꼭 개원을 한다(1064년 이후). 메이지 시대 반포된 일세일원 조칙에 의해 '재위중 개원'이 폐지되기 전, 갑자년임에도 개원을 하지 않은 것은 이 에이로쿠뿐이다.

| 이전 고지 | 일본의 연호 1558년 ~ 1570년 | 다음 겐키 |